# بييت فيغان

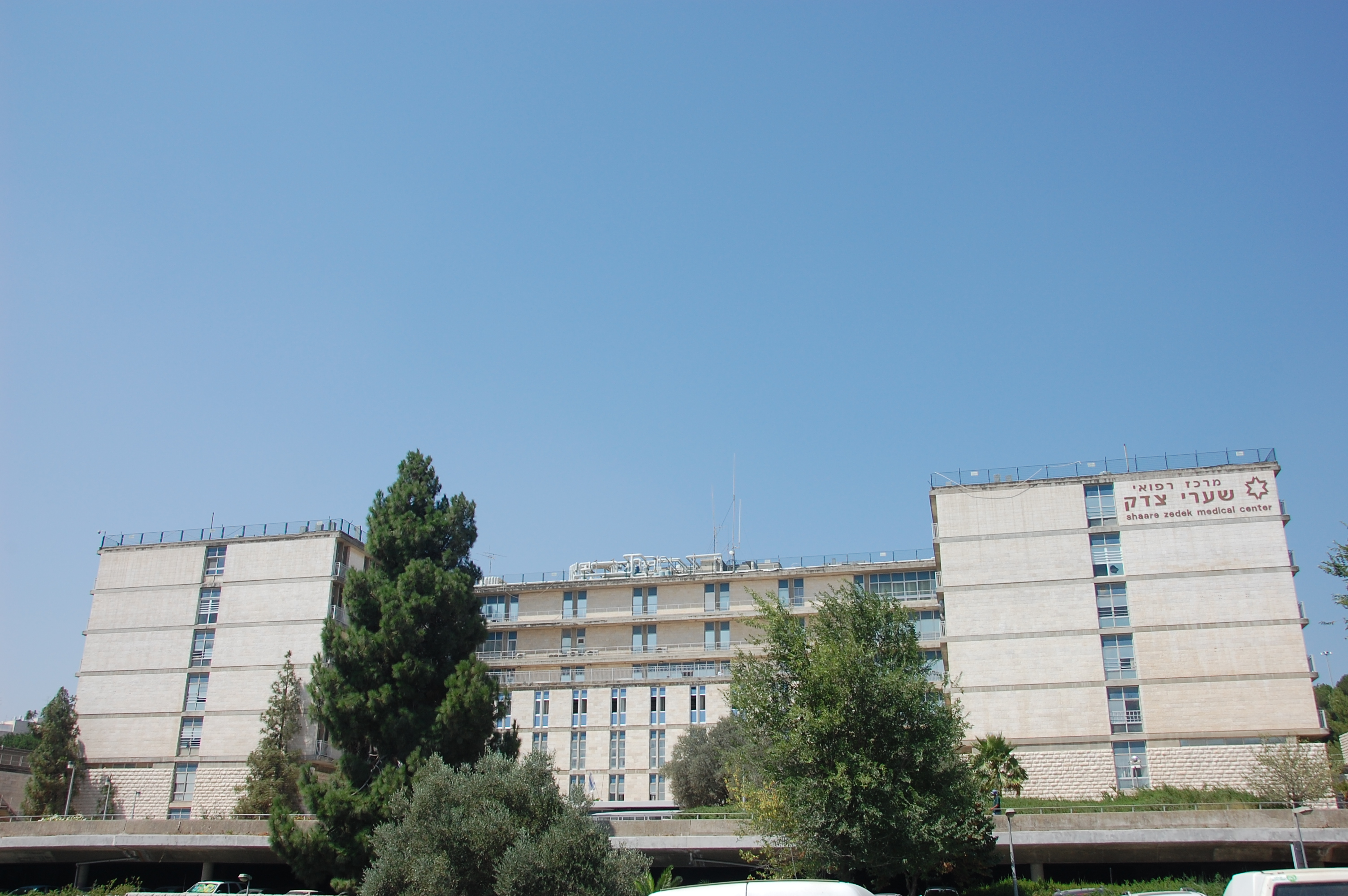
Shaare Zedek Medical Center في بييت فيغان

بييت فيغان ((بالعبرية: בית וגן) ومعناها البيت والحديقة) هو حي في جنوب غرب القدس. ويقع شرق جبل هرتزل ويحده حيي كريات هايوفيل وجفعات مردخاي.

## وصلات خارجية
- Views of Bayit Vagan نسخة محفوظة 6 فبراير 2012 على موقع واي باك مشين.